# 救难小英雄澳洲历险记
《救難小英雄澳洲歷險記》（英語：The Rescuers Down Under），是迪士尼於1990年推出的第29部经典动画长片，迪士尼文藝復興的第二部作品，也是第23部经典动画长片《救难小英雄》的续集。該片改編自瑪潔麗·夏普的小說《救難者》，描繪在首集的故事後，伯那特和碧安卡小姐前前往澳洲內陸，從一個邪惡的偷獵者手中拯救一個名叫Cody的男孩，以追捕一隻瀕臨滅絕的猛禽。該片由韓德爾·布托瑞和麥克·蓋布瑞爾執導，鮑勃·紐哈特與艾娃·贾伯回歸他們在前集聲演的角色。
到1980年代中期，《救難小英雄》已成為迪士尼最成功的動畫作品之一。在麥可·艾斯納和傑弗瑞·卡森伯格的新管理層的批准下，開始發展《救難小英雄》續集電影的規劃，並成為該工作室首部影院上映的動畫電影續集，同時在完成《奧麗華歷險記》後，動畫師布托瑞和蓋布瑞爾被招募作為續集的導演製作。其中在澳洲的研究之旅為背景設計為電影提供了靈感。這部電影還將標誌著迪士尼電腦動畫製作系統（CAPS）的正式使用，成為該公司第一部完全數位動畫製作的長篇電影。
《救難小英雄澳洲歷險記》於1990年11月16日上映，並受到影評人的好評。然而在票房上則相當差，原因是它與《小鬼當家》在同一天上映。最終《救難小英雄澳洲歷險記》在全球獲得 4740萬美元的票房。由此以后，迪士尼堅持发行续集电影采取录影带首映的形式直到2007年被勒令终止，之后2018年的《無敵破壞王2：大鬧互聯網》才重新以院線上映的形式發行。

## 配音员
| 配音               | 配音     | 角色                            |
| 英语               | 国语     | 角色                            |
| ------------------ | -------- | ------------------------------- |
| 鮑勃·紐哈特        | 姜先誠   | 伯那特（Bernard）               |
| 艾娃·贾伯          | 李映淑   | 碧安卡小姐（Miss Bianca）       |
| 強恩·坎迪          | 沈光平   | 韋伯（Wilbur）                  |
| 亞當·倫恩          |          | 寇迪（Cody）                    |
| 喬治·坎貝爾·斯科特 | 佟紹宗   | 麥克林屈（Percival C. McLeach） |
| 法拉克·華爾克      | 使用原音 | 瑪拉胡特（Marahuté）            |
| 特里斯蒂安·羅傑斯  | 孫德成   | 傑克（Jake）                    |
| 彼得·佛斯          | 徐健春   | 瑞德（Red）                     |
| 維恩·羅伯森        | 姜先誠   | 法蘭克（Frank）                 |
| 道格拉斯·希爾      | 胡立成   | 科爾伯（Krebbs）                |
| 卡拉·梅爾          | 李映淑   | 法露（Faloo）                   |
| 伯納德·福克斯      | 孫德成   | 演講的老鼠（Chairmouse）        |
| 露西·泰勒          | 李直平   | 護士老鼠（Nurse Mouse）         |
| 彼得·格林伍德      |          | 機長（The Airplane Captain）    |

## 首映日期
- 美國：1990年11月16日
- 巴西：1990年12月14日
- 澳洲：1991年6月13日
- 阿根廷：1991年7月4日
- 英國：1991年10月11日
- 法國：1991年11月27日
- 芬蘭：1991年11月29日
- 瑞典：1991年11月29日
- 西班牙：1991年12月3日
- 德國：1991年12月5日
- 荷蘭：1991年12月6日
- 意大利：1990年12月8日（首映）
  - 2001年6月1日（重映）
- 英屬香港：1991年7月26日
- 日本：1996年4月19日

## 發行
本片中文版VCD已经由中录德加拉在中国大陆发行（大陆影音产品译作“地下拯救者”），DVD由博伟在台湾发行。
台灣曾在1991年，以《神勇敢死隊》片名，與前作《救難小英雄》一同上映。

## 外部連結
- 互联网电影数据库（IMDb）上《救难小英雄澳洲历险记》的资料（英文）
- 爛番茄上《救难小英雄澳洲历险记》的資料（英文）
- 豆瓣电影上《救难小英雄澳洲历险记》的資料 （简体中文）
- Box Office Mojo上《救难小英雄澳洲历险记》的資料（英文）
- AllMovie上《救难小英雄澳洲历险记》的资料（英文）